# Красная книга Вологодской области
Кра́сная кни́га Волого́дской о́бласти — аннотированный список редких и находящихся под угрозой исчезновения животных, растений и грибов Вологодской области. Региональный вариант Красной книги России.
В 2004 году правительство Вологодской области приняло постановление "сокращение численности вида в течение продолжительного периода времени, изменение условий существования, учитывается приспособляемость к внешним условиям, широта ареала. В обязательном порядке включаются в Красную Книгу Вологодской области виды животных и растений, которые входят в Красную книгу России и встречаются на территории области.
Книга должна переиздаваться не реже, чем каждые десять лет. В очередное издание могут быть включены новые виды, оказавшиеся под угрозой исчезновения, а виды, которые удалось восстановить благодаря охранным мерам, могут быть исключены из списка.
Книга состоит из 3 томов:
1. Особо охраняемые природные территории;
2. Растения и грибы;
3. Животные.

## Том 1. Особо охраняемые природные территории
Рукопись 1 тома подготовлена и ожидает согласования границ особо охраняемых территорий с органами местного самоуправления. Многие такие территории были созданы ещё до выхода соответствующего закона.

## Том 2. Растения и грибы
2 том выпущен в 2004 году. Список охраняемых растений включает 202 вида сосудистых растений, 36 видов мохообразных, 4 вида водорослей, 31 вид лишайников и 21 вид грибов, итого 294 вида. Книга включает описания практически всех этих видов (за исключением 1 вида сосудистых, 1 вида водорослей и 1 вида грибов).
Описания видов сопровождаются иллюстрациямитериями для включения в Красную Книгу Вологодской области являются резкое сокращение численности вида в течение продолжительного периода времени, изменение условий существования, учитывается приспособляемость к внешним условиям, широта ареала. В обязательном порядке включаются в Красную Книгу Вологодской области виды животных и растений, которые входят в Красную книгу России и встречаются на территории области.
Книга должна переиздаваться не реже, чем каждые десять лет. В очередное издание могут быть включены новые виды, оказавшиеся под угрозой исчезновения, а виды, которые удалось восстановить благодаря охранным мерам, могут быть исключены из списка. (рисунками или фотографиями) и картами ареалов. Каждый очерк разбит на разделы: «Распространение», «Биология», «Экология», «Лимитирующие условия», «Меры охраны», «Источники информации». В то же время создатели книги отметили, что уровень изученности мохообразных, грибов и водорослей намного ниже, чем сосудистых растений.
Книга подготовлена сотрудниками кафедры ботаники Вологодского педагогического университета, специалистами Ботанического института им. В. Л. Комарова. Использованы различные гербарные фонды, краеведческая литература, проведены дополнительные исследования.
Все присутствующие в книге виды разделены по степени угрозы на 5 категорий, одна из которых включает 4 подкатегории. Эта классификация похожа на применявшуюся в красной книге РСФСР в 1988 году. Сосудистые растения дополнительно оценены по категориям МСОП на региональном уровне (7 категорий).
В качестве приложения к книге приведён список видов, нуждающихся в ботаническом контроле. Он включает 114 видов сосудистых растений, 6 видов мхов, 4 вида лишайников и 14 видов грибов.

## Том 3. Животные
Подготовлен оригинал-макет 3 тома.
Список животных утверждён постановлением правительства области от 19 декабря 2006 года. Он включает 2 вида моллюсков, 59 видов членистоногих, 92 вида позвоночных, итого 153 вида. Каждому виду присвоен статус, соответствующий степени угрозы.
Список подготовлен сотрудниками кафедры зоологии и экологии Вологодского педагогического университета и научными сотрудниками Вологодской лаборатории ГосНИОРХ при участии специалистов Зоологического института РАН, Московского института эволюционной экологии, Института общей генетики им. Н. И. Вавилова.
Первоначально список включал 162 вида, некоторые были исключены после согласования с департаментом природных ресурсов и охраны окружающей среды Вологодской области.

## Актуальность
Список объектов, включенных в Красную книгу Вологодской области, периодически пересматривается, изменения утверждаются Правительством Вологодской области.
Наиболее актуальной является версия с изменениями на 14 марта 2024 года, утвержденная Постановлением от 25 июля 2022 года № 942 «Об утверждении перечней редких и исчезающих видов (внутривидовых таксонов) растений, грибов и животных, занесенных в Красную книгу Вологодской области…» 